# Discografia di DJ Snake
La discografia di DJ Snake, DJ e produttore discografico francese, è costituita da due album in studio, oltre quaranta singoli e oltre dieci video musicali.

## Album in studio
| Anno                                                         | Titolo | Classifiche | Classifiche | Classifiche | Classifiche | Classifiche | Classifiche | Classifiche | Classifiche | Classifiche | Classifiche | Certificazioni                               |
| Anno                                                         | Titolo | FRA         | AUS         | CAN         | DNK         | GER         | IRE         | NLD         | SWE         | UK          | USA         | Certificazioni                               |
| ------------------------------------------------------------ | --- | ----------- | ----------- | ----------- | ----------- | ----------- | ----------- | ----------- | ----------- | ----------- | ----------- | -------------------------------------------- |
| 2016                                                         | Encore - Pubblicato: 5 agosto 2016 - Etichetta: Interscope - Formato: CD, 2 LP, download digitale, streaming         | 4           | 10          | 5           | 3           | 73          | 76          | 14          | 6           | 46          | 8           | - FRA: Platino - DNK: Platino - USA: Platino |
| 2019                                                         | Carte blanche - Pubblicato: 26 luglio 2019 - Etichetta: Interscope - Formato: CD, 2 LP, download digitale, streaming | 5           | —           | 24          | 14          | 99          | —           | 23          | 25          | —           | 48          | - FRA: Platino - USA: Oro                    |
| "—" indica una pubblicazione non classificata in quel paese. | |             |             |             |             |             |             |             |             |             |             |                                              |

## Singoli

### Come artista principale
| Anno                                                         | Titolo                                                    | Classifiche | Classifiche | Classifiche | Classifiche | Classifiche | Classifiche | Classifiche | Classifiche | Classifiche | Classifiche | Certificazioni | Album di provenienza                                 |
| Anno                                                         | Titolo                                                    | FRA         | AUS         | CAN         | DNK         | GER         | IRE         | NLD         | SWE         | UK          | USA         | Certificazioni | Album di provenienza                                 |
| ------------------------------------------------------------ | --------------------------------------------------------- | ----------- | ----------- | ----------- | ----------- | ----------- | ----------- | ----------- | ----------- | ----------- | ----------- | --- | ---------------------------------------------------- |
| 2012                                                         | Turn Down for What (con Lil Jon)                          | 19          | 13          | 11          | —           | 31          | 42          | 23          | 26          | 23          | 4           | - AUS: Platino (2) - CAN: Platino (6) - GER: Oro (3) - SWE: Platino - UK: Platino - USA: Platino (8)                                             | /                                                    |
| 2014                                                         | Get Low (con Dillon Francis)                              | 93          | 44          | 48          | —           | 79          | —           | —           | —           | 88          | 61          | - AUS: Oro - CAN: Platino - USA: Platino | Money Sucks, Friends Rule                            |
| 2014                                                         | You Know You Like It (con gli AlunaGeorge)                | 22          | 11          | 21          | —           | 27          | 73          | 23          | 63          | 67          | 13          | - AUS: Platino - DNK: Oro - GER: Platino - SWE: Platino - UK: Argento - USA: Platino (3)                                                         | The Amazing Spider-Man 2                             |
| 2015                                                         | Lean On (con i Major Lazer feat. MØ)                      | 2           | 1           | 3           | 1           | 4           | 1           | 1           | 2           | 2           | 4           | - AUS: Platino (10) - CAN: Platino (2) - DNK: Platino (4) - GER: Platino (2) - NLD: Platino - SWE: Platino (6) - UK: Platino (4) - USA: Diamante | Peace Is the Mission                                 |
| 2015                                                         | Middle (feat. Bipolar Sunshine)                           | 12          | 5           | 20          | —           | 49          | 17          | 41          | 37          | 10          | 20          | - FRA: Platino - AUS: Platino (3) - DNK: Oro - GER: Oro - SWE: Platino (2) - UK: Platino - USA: Platino (3)                                      | Encore                                               |
| 2016                                                         | Talk (feat. George Maple)                                 | 39          | 57          | —           | —           | —           | —           | —           | —           | —           | —           | | Encore                                               |
| 2016                                                         | Let Me Love You (feat. Justin Bieber)                     | 1           | 2           | 4           | 3           | 1           | 2           | 1           | 2           | 2           | 4           | - FRA: Diamante - AUS: Platino (4) - CAN: Diamante - DNK: Platino (3) - GER: Diamante - SWE: Platino (5) - UK: Platino (3) - USA: Platino (5)    | Encore                                               |
| 2017                                                         | The Half (feat. Jeremih, Young Thug & Swizz Beatz)        | 107         | —           | —           | —           | —           | —           | —           | —           | —           | —           | | Encore                                               |
| 2017                                                         | A Different Way (feat. Lauv)                              | 57          | 59          | 78          | —           | —           | 72          | 46          | 65          | 85          | 123         | - FRA: Platino - CAN: Oro - USA: Oro | /                                                    |
| 2017                                                         | Broken Summer (feat. Max Frost)                           | —           | —           | —           | —           | —           | —           | —           | —           | —           | —           | | /                                                    |
| 2018                                                         | Magenta Riddim                                            | 46          | —           | —           | —           | —           | —           | —           | —           | —           | —           | | Carte blanche                                        |
| 2018                                                         | Gassed Up (con Jauz)                                      | —           | —           | —           | —           | —           | —           | —           | —           | —           | —           | | The Wise and the Wicked                              |
| 2018                                                         | Made in China (con gli Higher Brothers)                   | —           | —           | —           | —           | —           | —           | —           | —           | —           | —           | | /                                                    |
| 2018                                                         | Public Enemy (con gli Yellow Claw)                        | —           | —           | —           | —           | —           | —           | —           | —           | —           | —           | | New Blood                                            |
| 2018                                                         | Let's Get Ill (con Mercer)                                | 132         | —           | —           | —           | —           | —           | —           | —           | —           | —           | | /                                                    |
| 2018                                                         | Maradona Riddim (con Niniola)                             | —           | —           | —           | —           | —           | —           | —           | —           | —           | —           | | /                                                    |
| 2018                                                         | Taki Taki (feat. Selena Gomez, Ozuna & Cardi B)           | 2           | 24          | 7           | 8           | 8           | 16          | 3           | 10          | 15          | 11          | - FRA: Diamante - AUS: Platino (2) - CAN: Platino (3) - DNK: Platino - GER: Platino - UK: Platino - USA: Platino (4)                             | Carte blanche                                        |
| 2019                                                         | Try Me (con Plastic Toy)                                  | —           | —           | —           | —           | —           | —           | —           | —           | —           | —           | | Carte blanche                                        |
| 2019                                                         | SouthSide (con Eptic)                                     | —           | —           | —           | —           | —           | —           | —           | —           | —           | —           | | Carte blanche                                        |
| 2019                                                         | Enzo (con Sheck Wes feat. Offset, 21 Savage & Gucci Mane) | —           | —           | —           | —           | —           | —           | —           | —           | —           | —           | | Carte blanche                                        |
| 2019                                                         | Loco contigo (con J Balvin e Tyga)                        | 1           | —           | 54          | 40          | 3           | 58          | 3           | 40          | 87          | 95          | - FRA: Diamante - CAN: Platino - DNK: Oro - GER: Platino - UK: Argento - USA: Platino                                                            | Carte blanche                                        |
| 2019                                                         | Fuego (con Sean Paul e Anitta)                            | —           | —           | —           | —           | —           | —           | —           | —           | —           | —           | | Carte blanche                                        |
| 2020                                                         | Trust Nobody                                              | —           | —           | —           | —           | —           | —           | —           | —           | —           | —           | | /                                                    |
| 2021                                                         | Selfish Love (con Selena Gomez)                           | 54          | —           | 71          | —           | —           | 61          | —           | —           | 93          | 105         | - FRA: Platino | Revelación                                           |
| 2021                                                         | Enjoy Enjaami (con Dhee feat. Arivu & Santhosh Narayanan) | —           | —           | —           | —           | —           | —           | —           | —           | —           | —           | | /                                                    |
| 2021                                                         | Ring the Alarm (con Malaa)                                | —           | —           | —           | —           | —           | —           | —           | —           | —           | —           | | /                                                    |
| 2021                                                         | You Are My High                                           | 121         | —           | —           | —           | —           | —           | —           | —           | —           | —           | - FRA: Oro | /                                                    |
| 2021                                                         | Run It (con Rick Ross e Rich Brian)                       | —           | —           | —           | —           | —           | —           | —           | —           | —           | —           | | Shang-Chi and the Legend of the Ten Rings: The Album |
| 2021                                                         | Pondicherry (con Malaa)                                   | —           | —           | —           | —           | —           | —           | —           | —           | —           | —           | | /                                                    |
| 2021                                                         | SG (con Ozuna, Megan Thee Stallion e Lisa)                | 87          | —           | 86          | —           | —           | —           | —           | —           | —           | 102         | - FRA: Oro | /                                                    |
| 2022                                                         | Disco Maghreb                                             | 46          | —           | —           | —           | —           | —           | —           | —           | —           | —           | - FRA: Oro | /                                                    |
| 2022                                                         | Deep (con Malaa e Yung Felix)                             | —           | —           | —           | —           | —           | —           | —           | —           | —           | —           | | /                                                    |
| 2022                                                         | Nightbird                                                 | —           | —           | —           | —           | —           | —           | —           | —           | —           | —           | | /                                                    |
| 2022                                                         | Guddi Reddim (con Wade e le Nooran Sisters)               | —           | —           | —           | —           | —           | —           | —           | —           | —           | —           | | /                                                    |
| 2023                                                         | Westside Story                                            | —           | —           | —           | —           | —           | —           | —           | —           | —           | —           | | /                                                    |
| 2024                                                         | Big Bang (con Crankdat)                                   | —           | —           | —           | —           | —           | —           | —           | —           | —           | —           | | /                                                    |
| 2024                                                         | Teka (con Peso Pluma)                                     | —           | —           | —           | —           | —           | —           | —           | —           | —           | —           | | Éxodo                                                |
| 2024                                                         | Complicated (con Fridayy)                                 | —           | —           | —           | —           | —           | —           | —           | —           | —           | —           | | /                                                    |
| 2024                                                         | Goodbye (Myrrh) (con Naomi Sharon)                        | —           | —           | —           | —           | —           | —           | —           | —           | —           | —           | | /                                                    |
| 2024                                                         | Piketú (con Chencho Corleone)                             | —           | —           | —           | —           | —           | —           | —           | —           | —           | —           | | Solo                                                 |
| 2024                                                         | Diana (con Hamza)                                         | 46          | —           | —           | —           | —           | —           | —           | —           | —           | —           | | /                                                    |
| 2025                                                         | Paradise (con Bipolar Sunshine)                           | 35          | —           | —           | —           | —           | —           | —           | —           | —           | —           | | /                                                    |
| 2025                                                         | Reloaded (con Space Laces)                                | —           | —           | —           | —           | —           | —           | —           | —           | —           | —           | | /                                                    |
| 2025                                                         | Patience (con Amadou & Mariam)                            | —           | —           | —           | —           | —           | —           | —           | —           | —           | —           | | /                                                    |
| 2025                                                         | Noventa (con J Balvin)                                    | —           | —           | —           | —           | —           | —           | —           | —           | —           | —           | | /                                                    |
| "—" indica una pubblicazione non classificata in quel paese. |                                                           |             |             |             |             |             |             |             |             |             |             | |                                                      |

### Come artista ospite
| Anno | Titolo                                              | Album di provenienza |
| ---- | --------------------------------------------------- | -------------------- |
| 2017 | Good Day (Yellow Claw feat. DJ Snake & Elliphant)   | Los Amsterdam        |
| 2018 | Creep on Me (Gashi feat. French Montana & DJ Snake) | Gashi                |
| 2019 | Safety (Gashi feat. DJ Snake)                       | Gashi                |
| 2019 | All This Lovin (Vlade Kay feat. DJ Snake)           | /                    |

## Altri brani entrati in classifica
| Anno                                                         | Titolo                                          | Classifiche | Classifiche | Classifiche | Album di provenienza |
| Anno                                                         | Titolo                                          | FRA         | CAN         | USA         | Album di provenienza |
| ------------------------------------------------------------ | ----------------------------------------------- | ----------- | ----------- | ----------- | -------------------- |
| 2017                                                         | Let Me Love You (R. Kelly Remix) (con R. Kelly) | —           | —           | 105         | /                    |
| 2019                                                         | Butterly Effect                                 | 167         | —           | —           | Carte blanche        |
| 2019                                                         | Quiet Storm (feat. Zomboy)                      | 199         | —           | —           | Carte blanche        |
| 2019                                                         | Recognize (feat. Majid Jordan)                  | 176         | —           | —           | Carte blanche        |
| 2019                                                         | Frequency 75                                    | —           | 50          | —           | Carte blanche        |
| "—" indica una pubblicazione non classificata in quel paese. |                                                 |             |             |             |                      |

## Video musicali
| Anno | Titolo                                                             | Regista                     |
| ---- | ------------------------------------------------------------------ | --------------------------- |
| 2014 | Turn Down for What (con Lil Jon)                                   | Daniels                     |
| 2014 | Get Low (con Dillon Francis)                                       | Mister Whitmore             |
| 2014 | You Know You Like It (con gli AlunaGeorge)                         | Sammy Rawal                 |
| 2015 | Lean On (con i Major Lazer feat. MØ)                               | Tim Erem                    |
| 2016 | Middle (feat. Bipolar Sunshine)                                    | Colin Tilley                |
| 2016 | Talk (feat. George Maple)                                          | Emil Nava                   |
| 2016 | Let Me Love You (feat. Justin Bieber)                              | James Lees                  |
| 2017 | The Half (feat. Jeremih, Young Thug & Swizz Beatz)                 | Director X                  |
| 2017 | A Different Way (feat. Lauv)                                       | Colin Tilley                |
| 2018 | Magenta Riddim                                                     | Vania Heymann e Gal Muggia  |
| 2018 | Taki Taki (feat. Selena Gomez, Ozuna & Cardi B)                    | Colin Tilley                |
| 2018 | Taki Taki (Animated Version) (feat. Selena Gomez, Ozuna & Cardi B) | Paul Robertson e Thomas Hua |
| 2019 | Loco contigo (con J Balvin e Tyga)                                 | Colin Tilley                |
| 2019 | Fuego (con Sean Paul e Anitta)                                     | Colin Tilley                |
| 2021 | SG (con Ozuna, Megan Thee Stallion e Lisa)                         | Colin Tilley                |
| 2022 | Disco Maghreb                                                      | Elias Belkeddar             |
| 2023 | Westside Story                                                     | —                           |
| 2024 | Teka (con Peso Pluma)                                              | Benjamin Mege               |
| 2024 | Diana (con Hamza)                                                  | CED                         |